# Canon EOS 550D
500D 600D
Le Canon EOS 550D, Digital Rebel T2i en Amérique du Nord, ou également EOS Kiss X4 au Japon, est un appareil photographique reflex numérique de 18 mégapixels fabriqué par Canon.
Annoncé le 8 février 2010, il est commercialisé début mars de la même année.
Dans le catalogue de Canon, il se positionne entre le 500D (milieu de gamme, sorti en mai 2009) et le 7D (haut de gamme, sorti en septembre 2009). Néanmoins, même si la finition est identique au premier nommé, ses performances photo et vidéo le rapprochent plus du second.
Canon a reçu pour ce boîtier le prix TIPA (Technical Image Press Association) du meilleur reflex « avancé » en 2010.
Il n'est plus produit (la fin de la commercialisation est intervenue, probablement, en 2014).

## Boitier et prise en main
Plus petit et léger que le 7D, le boîtier du 550D est identique au 500D. La prise en main est agréable mais moins confortable que dans les gammes supérieures.[réf. nécessaire]

## Caractéristiques techniques

### Capteur
CMOS APS-C 18 millions de pixels, dérivé de celui du 7D.

### Processeur d'images
Le processeur embarqué est de type DIGIC 4. Ce nouveau processeur lui confère un gain en qualité d'image et un autofocus (AF) plus réactif que celui du 450D (DIGIC III). Le DIGIC 4 applique également une réduction du bruit perfectionnée lors de l'enregistrement en sensibilité ISO élevée et garantit une mise sous tension ultra-rapide et un affichage des images quasi instantané après la prise de vue.

### Sensibilité
L'EOS 550D offre une plage de sensibilité allant jusqu'à 6400 ISO et extensible à 12 800 ISO. La qualité reste excellente jusqu'à 800 ISO voir 1600 ISO, puis à 3200 ISO, le bruit devient bien visible.

### Rafale
Prise de vue en continu à 3,7 images par seconde (contre 3,4 i/s pour le 500D et 8 i/s pour le 7D).

### Écran arrière
Écran LCD Clear View 7,7 cm (3 pouces) de type 3/2.

### Vidéo

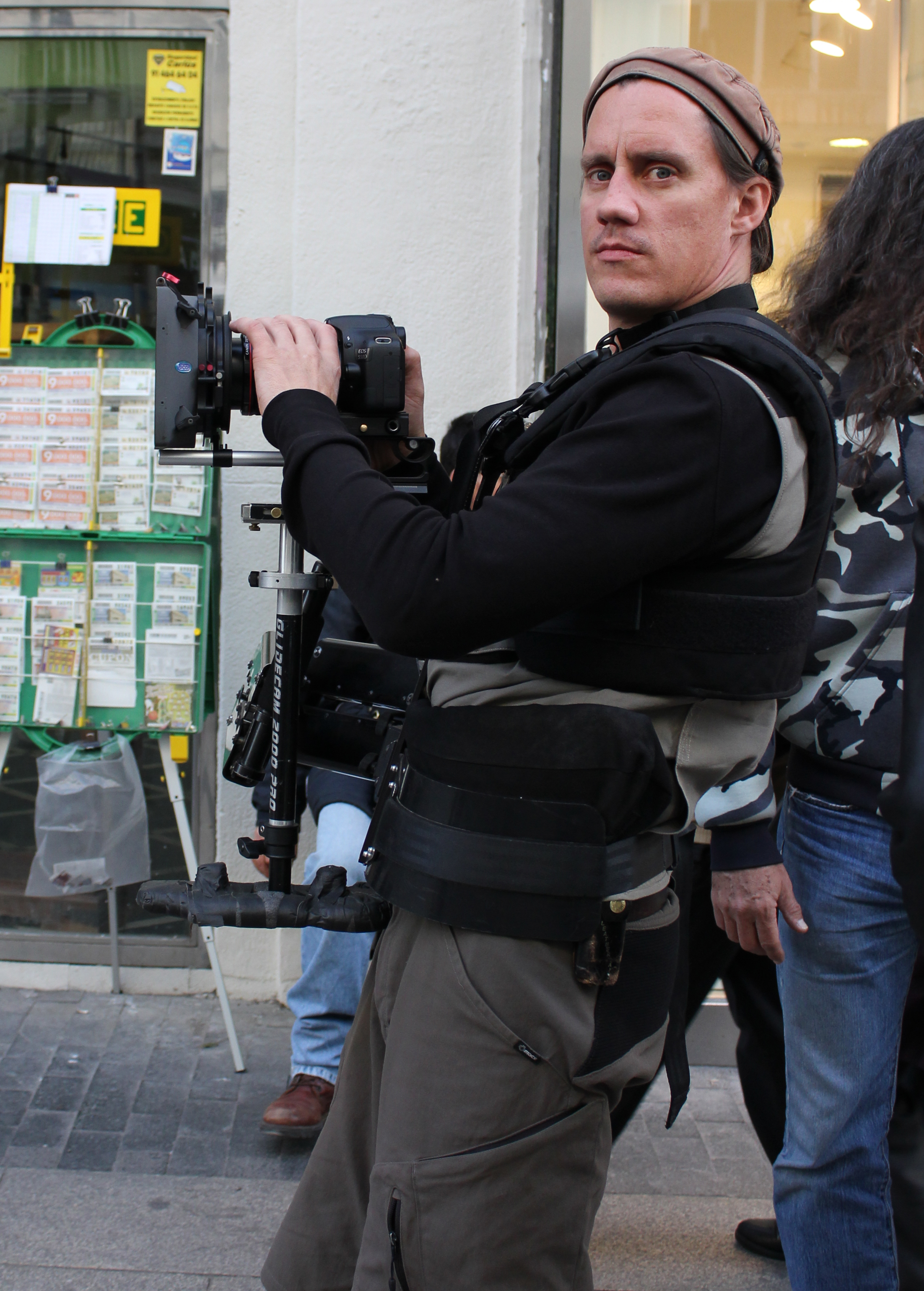
Appareil Canon EOS 550D monté sur un stabilisateur Glidecam.

En 2010, la présence de la vidéo devient une norme pour les appareils photo numériques, et le 550D est le premier reflex grand public à intégrer un mode Full HD complet : 720p (50 ou 60 i/s) et 1080p (24, 25 ou 30 i/s). Si la qualité d'image est supérieure aux caméscopes numériques bas et milieu de gamme, grâce notamment au capteur CMOS et aux objectifs interchangeables, l'absence d'autofocus et d'une ergonomie adaptée sont un frein qui peut rendre, dans l'esprit de certains, la vidéo anecdotique sur un APN. Pour d'autres, il s'agit au contraire d'un critère de choix prépondérant. La prise de son est en mono par le microphone intégré mais l'appareil possède une prise permettant de connecter un microphone stéréo externe.

## Produits concurrents
- Nikon D5000
- Pentax K-x
- Alpha SLT-55
- Alpha NEX-5
- Panasonic GF1
- Olympus PEN (EP-2 et E-PL1)